# Laubertia peninsularis
Laubertia peninsularis är en oleanderväxtart som beskrevs av R. E. Woodson. Laubertia peninsularis ingår i släktet Laubertia och familjen oleanderväxter. Inga underarter finns listade i Catalogue of Life.